# Анна Фьодоровна
Анна Фьодоровна (23 септември 1781 – 15 август 1860) е германска принцеса от рода Сакс-Кобург-Заалфелд (след 1826 Сакс-Кобург-Гота) и велика княгиня на Русия от 1796 до 1820 г.

## Произход
Анна Фьодоровна е родена на 23 септември 1781 в г. Кобург, херцогство Саксония-Гота-Алтенбург, като принцеса Юлияна Хенриета Улрике фон Сакс-Кобург-Заалфелд (на немски: Juliane von Sachsen-Coburg-Saalfeld). Тя е дъщеря на херцог Франц фон Сакс-Кобург-Заалфелд и херцогиня Августа Ройс Еберсдорф и сестра на крал Леополд I Белгийски. Кралица Виктория е нейна племенница.

## Живот в Русия
Руската императрица Екатерина Велика я избира за съпруга на своя по-малък внук, великият княз Константин Павлович. Юлияна, която още няма петнадесет години, след като приема православието и руското име Анна Фьодоровна, се омъжва за великия княз на 26 февруари 1796 и получава титлата „велика княгиня“.
Бракът на Анна и Константин се оказва неуспешен. Великият княз, който е грубо и незряло момче, прави жена си нещастна. След три години Анна бяга от съпруга си и се завръща в Кобург. Скоро след това отново се завръща в Русия и прави неуспешен опит да се събере с Константин. През 1801 г. Анна, след като е замесена в няколко незначителни дворцови интриги, окончателно напуска Русия.

## Живот след Русия
На 28 октомври 1808 г. Анна ражда незаконен син, наречен Едуард Едгар Шмит-Льове, чийто предполагаем баща е Юлий Габриел Емил де Сеньо – дребен френски благородник. Едуард е осиновен от по-малкия брат на Анна – херцог Ернст I Сакс-Кобург-Готски и с декрет от 10 януари 1818 г. получава фамилията фон Льовенфелс.
По-късно Анна се установява в Берн, Швейцария, където през 1812 г. ражда второ незаконно дете – дъщеря, наречена Луиза Хилда Агнес. Неин баща е Рудолф Абрахам де Шиферли, швейцарски хирург и кавалер на Анна от 1812 до 1837 г.
През 1814 г. великият княз Константин Павлович прави последен опит да убеди Анна да се върне при него, но среща категоричния ѝ отказ. Същата година Анна Фьодоровна придобива имение на брега на река Ааре, което нарича Елфенау. Тук Анна Фьодоровна прекарва остатъка от живота си.
След деветнадесет години раздяла на 20 март 1820 г. бракът на Анна Фьодоровна и великия княз Константин Павлович е официално разтрогнат. Три месеца по-късно Константин се жени повторно, а умира на 27 юни 1831 г.
Анна надживява бившия си съпруг с двадесет и девет години и умира на 15 август 1860 г. в имението си Елфенау край Берн, Швейцария.